# Ivan Šreter
Ivan Šreter (Pakrac, 21 de diciembre de 1951 - 1991?) fue un médico y político croata líder del HDZ del municipio de Pakrac en los años 1990 y 1991. 
Capturado por milicias serbias al comienzo de la Guerra de la Independencia de Croacia, aún se encuentra desaparecido.

## Primeros años
Si bien la mayoría de las publicaciones mencionan como la fecha de nacimiento de Ivan Šreter al 21 de diciembre de 1951, el Registro Nacional de Personas Desaparecidas del Ministerio del Interior de la República de Croacia señala al 2 de enero del año siguiente como su natalicio.
Šreter es el primero de los tres hijos del matrimonio del sastre Josip Šreter y Danica, que lo educaron en la religión católica. Nació en Pakrac donde realizó la escuela primaria y secundaria. Se graduó en la Escuela de Medicina de Zagreb en 1978. Durante 1987 realizó los estudios de posgrado en reumatología.

## Vida política
En 1987, Šreter apareció por vez primera en los medios periodísticos por una imputación como consecuencia de escribir la historia clínica de un oficial del JNA “penzionirani oficir” (oficial pensionado), como era la usanza local croata en vez de “umirovljeni časnik” (oficial retirado). El castigo fue de cincuenta días en prisión pero se redujo a diez debido a que Šreter inició una huelga de hambre. Llamó a muchas personas para pedir ayuda, pero sólo respondió el cardenal Franjo Kuharic, que le dijo que tenía que pensar en su salud. Después de cumplir la pena, volvió al trabajo y pronto se convirtió en el jefe del hospital de Lipik.
Durante los cambios políticos en los años 1990 y 1991, fue elegido primer presidente del Distrito Pakrac de la Unión Democrática Croata (HDZ). El Presidente de la República, Dr. Franjo Tudjman lo designó como jede del Comando de Crisis para Eslavonia Occidental.
El 30 de mayo de 1991, en un acto por el primer aniversario del referéndum de independencia, habló frente al edificio municipal de Pakrac. Dijo: "Serbios, condenen a los Chetniks. Estemos juntos bajo las banderas croata, italiana, checoslovaca y serbia, pero no pongamos la bandera Chetnik en nuestro edificio municipal común. Ninguno de nosotros promueve o apoya la sublevación, así que no nos preocupemos y viviremos juntos".

## Desaparición
El 18 de agosto de 1991, en una barricada en la aldea de Kukunjevac, al oeste de Pakrac, rebeldes serbios con uniformes de la reserva del JNA detuvieron al Dr. Ivan Šreter, que regresaba de Zagreb. Fue llevado a una granja forestal en Grđevica y luego a la casa número 110 de Branešci, en el camino hacia Požega, en territorio bajo dominio serbocroata.
Estuvo detenido junto al Dr. Vladimir Solar, Director del Hospital de Pakrac, que fue secuestrado el día 19 de agosto. Solar posteriormente testificaría que "Šreter tenía una fractura en el antebrazo izquierdo, el hombro izquierdo y que estaba todo azul. No había parte en la piel en un cuerpo que no estuviera azul".
Según Solar, ambos pasaron unos días en la habitación vacía, tumbados en tablas. Les dieron comida y agua. El tercer día Šreter ya no podía comer. Le quitaron las gafas y le dijeron: "Tus gafas nunca volverán a serte necesarias". El 29 de agosto, el Dr. Solar fue llevado con los ojos vendados a Bučje, fue la última vez que vio a Šreter. Más tarde, el 6 de octubre de 1991, se le dijo que "Šreter fue liquidado".
Solar sobrevivió a las torturas del Campo de Detención de Bučje. El Dr. Šreter fue declarado muerto el 2 de enero de 1993, aunque su cuerpo nunca fue encontrado. Su situación de desaparecido es mantenida por el Registro Nacional de Personas Desaparecidas del Ministerio del Interior de la República de Croacia.

## Honores Póstumos
La Asociación Médica Croata le otorgó el premio "Ladislav Rakovac".
Por decisión del Presidente de la República de Croacia se le otorgó la Orden de Petar Zrinski y Fran Krsto Frankopan con corona plateada.
La Asociación Croata de Veteranos de la Guerra de la Patria 91 (UHBDR91), en cooperación con otras Asociaciones derivadas de la Guerra de la Patria, proclamó póstumamente al Dr. Ivan Šreter como héroe de la Guerra de la Patria.
El Premio de Lingüística Croata lleva el nombre de "Dr. Ivan Šreter" desde 2005.
En Pakrac existe una plaza con su nombre y fue declarado ciudadano honorario.
Desde 2011 Dr. Šreter ha sido nombrado memorial del Hospital Médico Especial Lipik para rehabilitación médica. Ivan Šreter ".

## Archivo Multimedia
- Discurso del dr. Ivan Šreter con motivo del Día del Estado el 30 de mayo de 1991 en Pakrac (en croata). Accedido el 25 de julio de 2019.
- Časnik Mirotvorac - documental sobre el dr. Ivan Sreter - tráiler  (en croata). Accedido el 25 de julio de 2019.
- Časnik mirotvorac - documental sobre el Dr. Ivan Sreter - película completa (en croata). Accedido el 5 de octubre de 2019.